# 광구

광구는 4번 영역에 해당한다.

광구(光球, 영어: photosphere)란 천체에서 광학적 깊이(광심)가 1이 되는 영역이다. 엷은 베일이라도 몇 장이고 겹치면 마침내 안의 것이 보이지 않는 곳이 생기듯이, 희박한 가스라도 안의 것을 볼 수 없게 되는 곳이 있다. 다른 말로, 광구는 더 이상 투명하게 보이지 않게 되는 영역이다. 이는 일반적으로 태양이나 다른 항성을 나타내기 위해 사용된다. 그러한 별은 가스로 이루어진 커다란 공이므로, 단단한 표면이 존재하지 않는다. 하지만 광자에 더 이상 투명해지지 않는 깊이가 존재하며, 이 깊이는 그 별에 있어 가시적 표면으로 인식된다.

## 특징
태양의 광구는 6,000 K 정도의 온도를 지닌다. 다른 별은 더 뜨겁기도, 차갑기도 한 광구를 가지고 있다. 광구라고 해도 액체나 고체의 표면처럼 분명한 경계가 있는 것은 아니며, 관측하는 파장이나 태양면의 위치에 따라 다소 깊이가 다른 곳이 광구면이 된다. 광구는 고르게 빛나고 있는 것이 아니며, 작고 빛나는 수많은 알갱이의 집합으로 보인다.
태양의 광구는 쌀알 조직 또는 입상반(粒狀斑)으로 불리는 대류 조직으로 구성되어 있으며, 이는 중앙에서는 뜨거운 가스가 상승하고, 조직 사이의 좁은 공간에서는 식은 가스가 하강하는 직경 1,000 킬로미터 정도의 불기둥이다. 각 쌀알 조직은 8분 정도의 수명을 가지고 있으며, 이로 말미암아 지속적으로 이동하는 "끓어 오르는" 양식을 보여준다. 쌀알 조직은 태양 내부에서 발생한 열로 광구 아래 있는 대류층(對流層)이 가열되어 뜨거운 가스가 대류에 의해서 광구로 떠올라 왔다가는 식어서 가라앉아 내려가는 것을 보여주고 있다. 일반적인 쌀알 조직 가운데, 24시간까지도 지속되는 직경 30,000 킬로미터 정도의 초대형 쌀알 조직 역시 존재한다. 이러한 현상이 다른 별에서도 일반적인지는 알려져 있지 않다.
태양의 가시 대기는 광구 위편에 다른 층을 가지고 있다. 2000 km 깊이의 채층이 광구와 훨씬 뜨겁지만 훨씬 희박한 코로나 사이에 존재한다. 이러한 채층은 H-알파와 같은 광학 필터를 사용해서 관측 가능하다.
광구상의 다른 "표면 현상"으로는 태양플레어나 흑점이 있다.

## 참고 자료
- 이 문서에는 다음커뮤니케이션(현 카카오)에서 GFDL 또는 CC-SA 라이선스로 배포한 글로벌 세계대백과사전의 내용을 기초로 작성된 글이 포함되어 있습니다.